# Emenda Constitucional n.º 51 à Constituição brasileira de 1988
A Emenda Constitucional n.º 51 à Constituição brasileira de 1988 ou 51ª. Emenda à Constituição do Brasil de 1988 foi um texto promulgado em 14 de fevereiro de 2006 que introduziu alteração ao texto original da  Constituição do Brasil de 1988.

## Inovação da emenda
A emenda foi aprovada para acrescentar os §§ 4º, 5º e 6º ao art. 198 da Constituição Federal para fincar na ordem constitucional disciplinamento legal sobre os agentes comunitários de saúde e os de combate às endemias.